# Antonio Giacich
Antonio Felice Giacich (Đačić); (Lovran, 1813. – Rijeka, 1898.), riječki liječnik i političar.
Nakon završenog studija medicine u Padovi 1838. vraća se u domovinu i započinje liječničku praksu u Rijeci. Ubrzo stiče veliki ugled i postaje ravnateljem riječke bolnice "Santo Spirito". Poznat je i kao vrlo plodan i darovit medicinski pisac. U svojim djelima pokazuje prvenstveno interes za tumačenje i suzbijanje zaraznih bolesti, te za pomorsku (brodsku) medicinu.
U svojim pročavanjima zaraznih bolesti istaknuo se u tumačenju i sprečavanju endemskog luesa (sifilisa) među stanovništvom Škrljeva, naselja u istočnoj okolici Rijeke. Prema njegovim opisima ova je bolest ušla u svjetsku medicinsku literaturu onog vremena kao Škrljevska bolest (Morbus Scrlievo). Istaknuo se i u mjerama liječenja i suzbijanja epidemije kolere koja je u nekoliko navrata pogodila Rijeku u XIX stoljeću.
Godine 1852., temeljem odluke austrijske vlade o uvođenju obaveze nastave brodske higijene u nautičke škole postaje prvim službenim predavačem pomorske medicine u našim krajevima i jedan od prvih u Europi. 1855. izdaje na talijanskom jeziku prvi udžbenik pomorske medicine Lezioni mediche per naviganti (Medicinska poduka za pomorce). U tom udžebniku, koji je uz prerade i dopune doživio pet izdanja, iznosi svoje poglede o očuvanju, uspostavi i pružanju medicinske skrbi na brodovima, a u svjetlu medicinske spoznaje XIX stoljeća. Zanimljivo je da u svom djelu govori i o pružanju hitne pomoći, naročito kod utopljenika, te prikazuje i svoj izum: primitivni uređaj za pružanje umjetnog disanja utopljenicima.
Godine 1872. organizira predavanja za građanstvo, kako bi, po njegovim riječima i "profani mogli pružiti pomoć u slučaju potrebe". Ovim svojim stavom postaje jedan od rijetkih liječnika, ne samo kod nas već i u svijetu, koji su širokom edukacijom stnovništva nastojali pomoći pogođenim u kriznim situacijama. Time ga možemo smatrati jednim od pionira hitne medicine, odnosno tzv. "prve pomoći".
Surađivao je s Pomorskom upravom u Rijeci kod raznih pomorsko-medicinskih ekspertiza i donošenja zakonskih propisa.
A. F. Giacich nije bio samo istaknuti liječnik već i istaknuti političar (autonomaš). 1869. izabran je za jednog od četiri izaslanika grada Rijeke u "regnikolarnu deputaciju" za rješavanje riječkog pitanja.